# Корзун Микита Іванович
Мики́та Іва́нович Ко́рзун (біл. Мікіта Іванавіч Корзун, рос. Никита Иванович Корзун, нар. 6 березня 1995, Мінськ) — білоруський футболіст, півзахисник «Шахтаря» (Солігорськ) та збірної Білорусі.

## Життєпис

### «Динамо» (Мінськ)
Вихованець академії мінського «Динамо». Перший тренер — Руслан Азарьонок. З 2011 року виступав за дубль. В основній команді дебютував 26 вересня 2012 року в матчі 1/8 Кубка Білорусі проти пінської «Хвилі», коли провів на полі всі 90 хвилин. Дебют у чемпіонаті відбувся 17 листопада 2012 року в матчі проти «Торпедо-БелАЗ», коли Микита вже в компенсований час замінив Станіслава Драгуна.
У сезоні 2013 став стабільно з'являтися в основному складі динамівців, при цьому нерідко виходив у стартовому складі. За підсумками сезону 2013 визнаний найкращим у номінації «Футбольна надія Білорусі».
Сезон 2014 починав в основі «Динамо», але у квітні 2014 року зазнав травми, через яку пропустив майже весь сезон. Повернувся на поле в жовтні 2014, але незабаром отримав повторну травму і вже не грав до кінця чемпіонату.
Сезон 2015 почав на лаві запасних, але швидко закріпився в стартовому складі мінчан на позиції опорного півзахисника, став одним з основних гравців команди. У листопаді 2015 інтерес до Корзуна став проявляти донецький «Шахтар».

### «Динамо» (Київ)
1 лютого 2016 року підписав контракт з київським «Динамо». У сезоні 2015/16 вийшов на поле тільки в останньому матчі першості — 14 травня 2016 року у грі проти харківського «Металіста», в якому відзначився гольовою передачею на Лукаша Теодорчика. У другій половині 2016 року стало частіше з'являтися у складі. На початку 2017 роки знову втратив місце в основі і виступав за молодіжний склад.
У першій половині сезону 2017/18, коли команду очолив інший білорус Олександр Хацкевич, Корзун знову став потрапляти до складу, проте у 2018 році перестав з'являтися на полі. Після закінчення сезону «Динамо» виставило Корзуна на трансфер, і в липні 2018 роки півзахисник на правах оренди повернувся в мінське «Динамо». Закріпився в стартовому складі команди, але з листопада 2018 року не грав через травму.
Після закінчення сезону в грудні 2018 року повернувся до Києва, проте в січні 2019 року не потрапив до складу команди на закордонний збір і незабаром був відданий в оренду до саудівського клубу «Аль-Фатех». У серпні 2019 року покинув «Аль-Фатех» і наступний сезон 2019/20 провів також на правах оренди у клубі «Вілафранкенше» з другого дивізіону в Португалії.

### «Шахтар» (Солігорськ)
Після закінчення терміну оренди в червні 2020 року він покинув португальську команду, після чого тренувався в різних білоруських клубах, шукаючи можливості для продовження кар'єри. 2 вересня 2020 року перейшов до солігорського «Шахтаря», підписавши контракт на три роки.

## У збірній
Виступав за юнацькі збірні Білорусі до 17 і 19 років. 19 листопада 2013 року дебютував за молодіжну збірну Білорусі у відбірковому матчі чемпіонату Європи проти однолітків з Вірменії.
У травні 2016 року зі складу молодіжної збірної був у надзвичайному порядку викликаний у національну збірну Білорусі у зв'язку з травмами інших гравців. Дебютував за національну команду 27 травня 2016 року в товариському матчі проти Північної Ірландії (0:3), вийшовши в стартовому складі.

## Досягнення
«Динамо» (Мінськ)
- Срібний призер чемпіонату Білорусі (2): 2014, 2015
- Бронзовий призер чемпіонату Білорусі (3): 2012, 2013, 2018
- Фіналіст Кубка Білорусі (1): 2012/13

 «Динамо» (Київ)
- Чемпіон України (1): 2015/16
- Срібний призер чемпіонату України (1): 2016/17, 2017/18
- Володар Суперкубка України (1): 2016

 «Шахтар» (Солігорськ)
- Чемпіон Білорусі (3): 2020, 2021, 2022
- Володар Суперкубок Білорусі (2): 2021, 2023

### Особисті
- Лауреат у номінації «Футбольна надія Білорусі»: 2013